# Мценск
Мценск — город в Орловской области России, административный центр Мценского района, в который не входит. Являясь городом областного значения (с 1963 года), образует муниципальное образование городской округ город Мценск. Населённый пункт воинской доблести (19.02.2020).
Население — 36 070 чел. (2023).
Третий по населению и площади территории город Орловской области, ранее бывший уездным городом Мценского уезда Орловской губернии (1778—1925).
Мценск знаменит как один из центров кружевоплетения в России. В 1899 году в городе была открыта Тенишевская школа кружевниц, снабжавшая кружевами императорский двор.
Распоряжением правительства Российской Федерации от 29 июля 2014 года № 1398-р «Об утверждении перечня моногородов» включён во 2-ю категорию списка моногородов Российской Федерации с риском ухудшения социально-экономического положения.
Постановлением Правительства РФ от 12 апреля 2019 года № 426 «О создании территории опережающего социально-экономического развития „Мценск“», городу присвоен статус территории опережающего социально-экономического развития (ТОСЭР).

## Этимология
Название города произошло от небольшой реки Мцена (Мецна), впадавшей в реку Зуша, на берегу которой возвышалась крепость. Первоначально посад располагался южнее вдоль дороги, затем на горе Самород была построена Мценская крепость. Водные преграды — Мецна с глубоким каньоном и Зуша — делали крепость практически неприступной для захватчиков. По мнению археолога Т. Н. Никольской, в середине I тысячелетия на Мценском городище была укреплена лишь северная часть мыса на Зуше. Курганный могильник XI—XIII веков находится в 200 метрах от Мценского городища на левом берегу Мцены.

## Символика

### Флаг
23 мая 2011 года решением Мценского городского совета народных депутатов № 406-МПА (принято 19 мая 2011 года) утверждён флаг города, который 2 ноября внесён в Государственный геральдический регистр Российской Федерации с присвоением регистрационного номера 7238. Флаг разработан на основе воссозданного исторического герба города: «прямоугольное зелёное полотнище с отношением ширины флага к его длине 2:3, с голубыми вертикальными полосами вдоль краёв (каждая в 1/6 ширины полотнища), с четырьмя жёлтыми снопами, перевязанными червлёными лентами, положенными крестообразно и развёрнутыми к краям полотнища».

### Герб

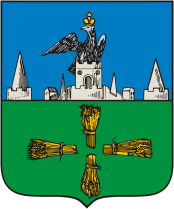
Герб 1781 года

Описание исторического герба гласит: «В верхней части щита герб Орловский. В нижней пшеничные четыре снопа, в знак благословенного сей страны изобилия хлебов».

## Физико-географическая характеристика

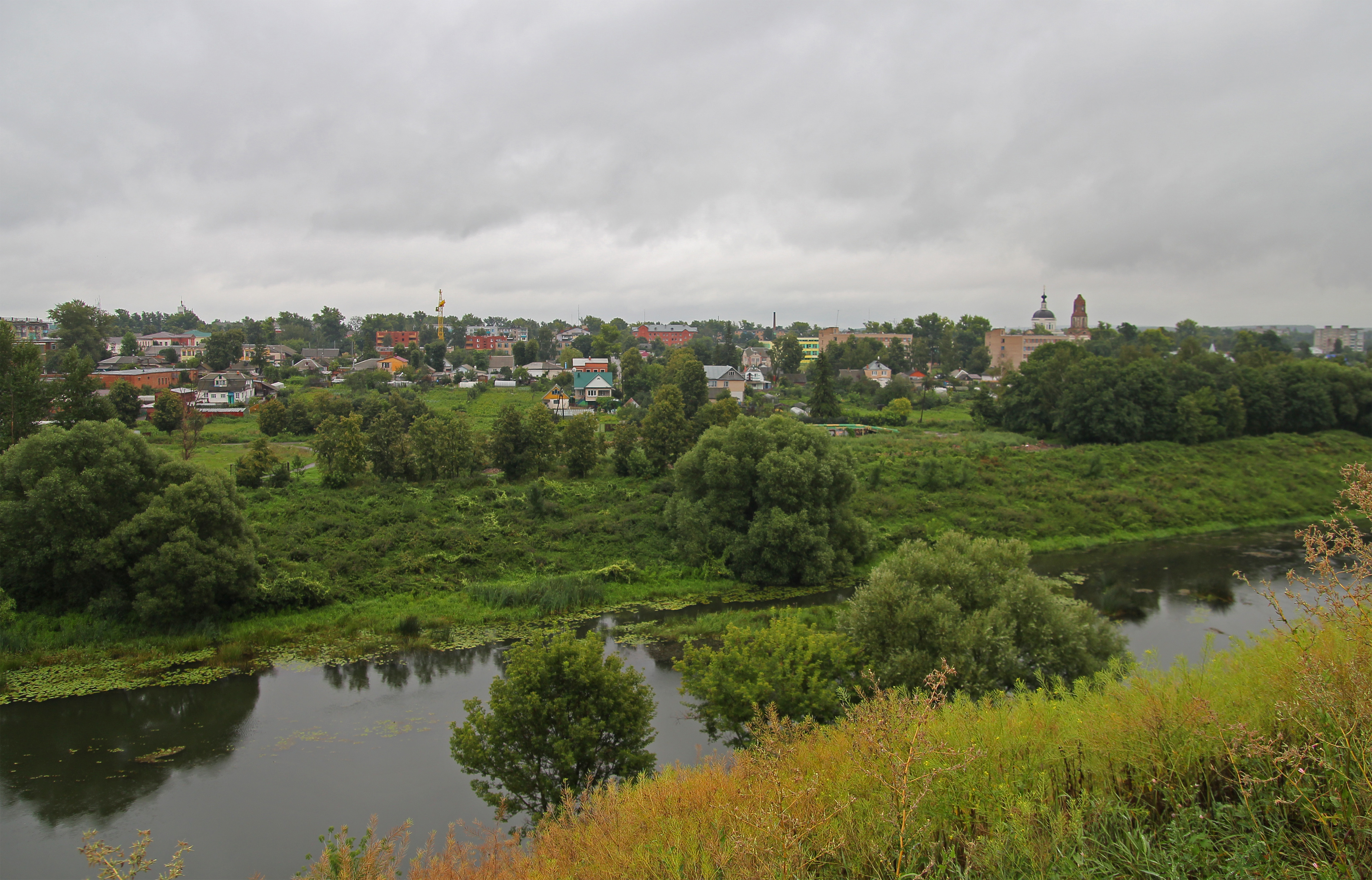
Вид на Мценск и реку Зуша

Город расположен на реке Зуша (приток Оки), в 56 км от Орла. На левом (высоком) берегу расположены старый центр города, большинство церквей и железнодорожный вокзал. На правом (низком) берегу находится современный центр города с городской администрацией. Город протянулся на 8 км с севера на юг и на 4,7 км с запада на восток.

### Время
Мценск, как и вся Орловская область, находится в часовой зоне МСК (московское время). Смещение применяемого времени относительно UTC составляет +3:00. Время в городе Мценске опережает географическое поясное время на один час.

## История

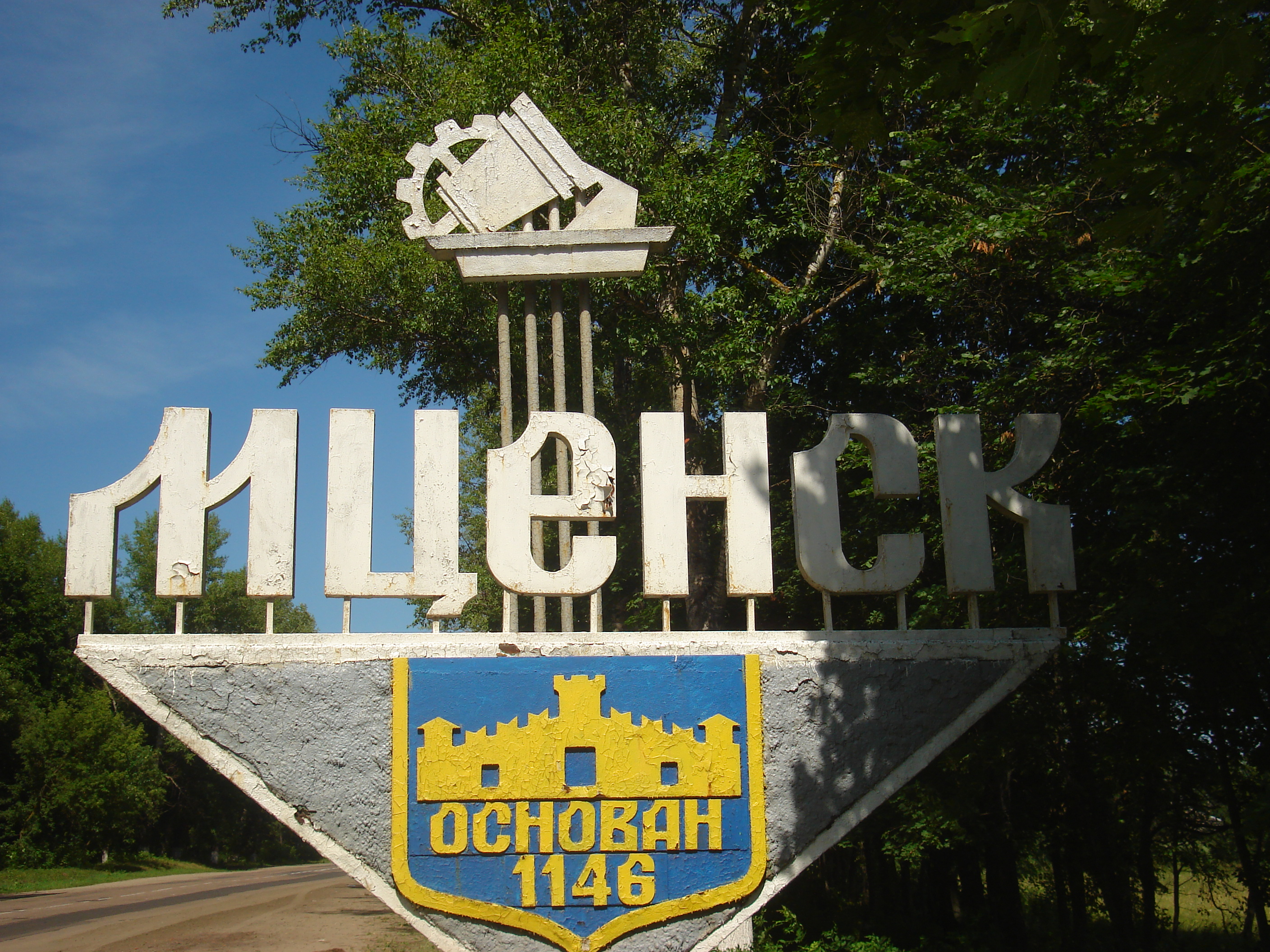
Въезд в город

Жители города относились к восточнославянскому племенному союзу Вятичи.
Меченск (Мценск) впервые упомянут в Никоновской летописи в 1146 году под названием (Мценеск, Мцьнеск) в составе Черниговского княжества.

Меченск на карте Новосильского княжества в XIII—XIV веках

В 1152 году взят суздальским князем Юрием Владимировичем «Долгоруким» во время похода на Чернигов.
С XIII века Мценск подвергался нашествию монголо-татар. Во время нашествия Батыя в 1238 году город, вероятно, не пострадал. После изнурительной осады Козельска монголо-татары ушли в степи, оставив Мценск в стороне. С 1246 года Меченск входил в состав независимого Новосильского княжества.
В 1370 году Мценск был взят войском Дмитрия Донского, поскольку Новосильское княжество вступило союз с литовским князем Ольгердом.
C 1408 года Мценск — центр учреждённого Великим князем Литовским Витовтом Мценско-Любутского наместничества. К середине XV века эти города были подчинены Смоленску с сохранением в них особого наместничества.

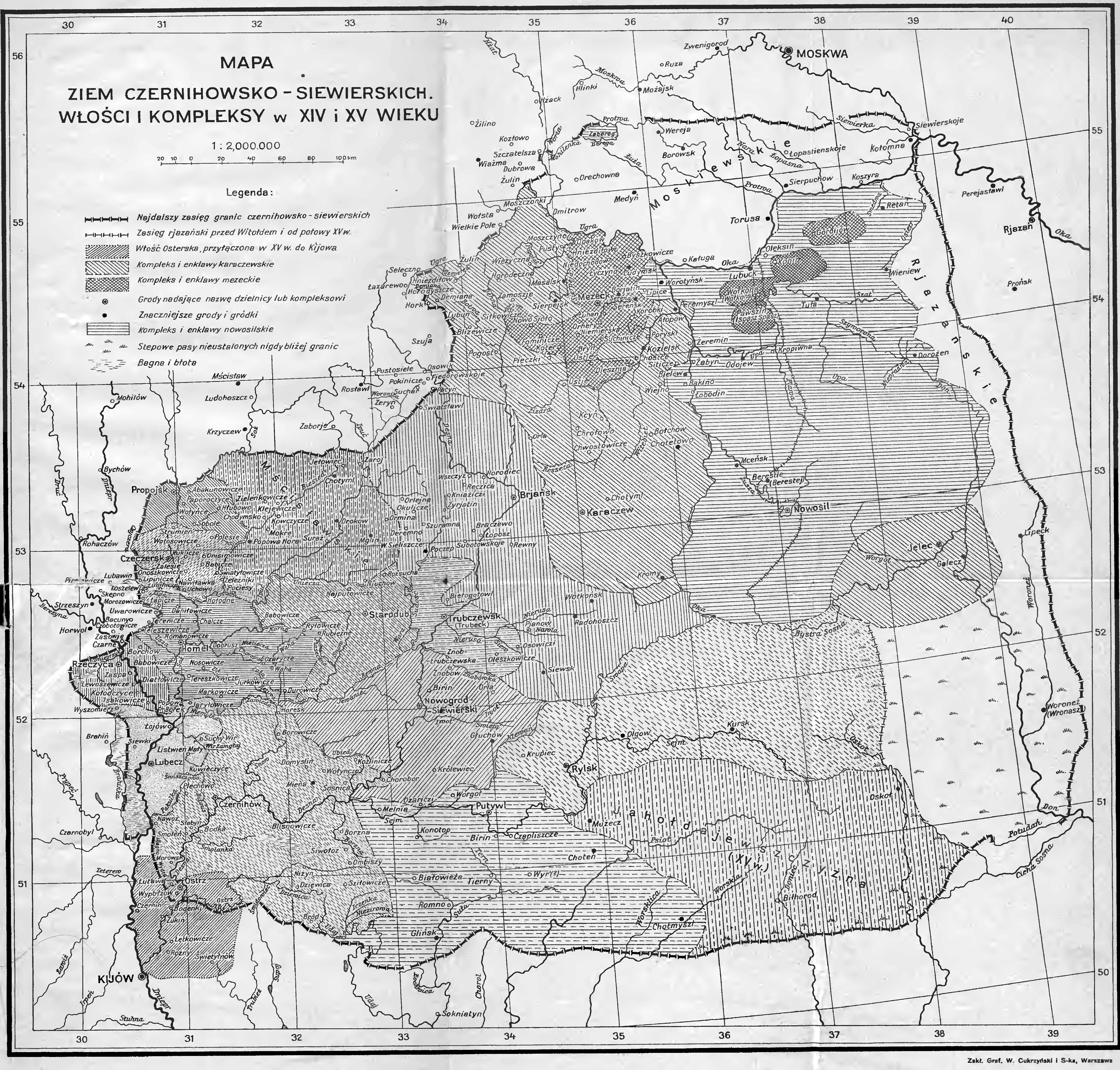
Мценск на карте Чернигово-Северских земель в XV веке (из книги Стефана Кучинского «Чернигово-Северские земли в составе Литвы», изданной в Варшаве в 1936 году)

Существует легенда, что в 1415 году мценяне ещё не были православными христианами. В этом году от великого князя владимирского и московского Василия I Дмитриевича и от митрополита Фотия были посланы священники, со множеством войск, для приведения жителей в истинную веру. Мценяне ужаснулись, стали воевать, но вскоре поражены были слепотою. Посланные начали увещевать их к принятию крещения; убежденные тем некоторые из мценян по имени: Ходана, Юшинка и Закей, крестились, и прозревъ обрели крест Господень, иссеченный из камня и резной образ Николая Чудотворца в виде воина, держащего в руке ковчег. Тогда поражённые чудом, все жители города спешили принять святое крещение.
В сентябре 1423 года правитель Золотой Орды Барак-хан совершил поход на литовские пограничные владения и осадил Одоев, но не смог взять город штурмом и отступил в степи, захватив большое количество пленных. Князь одоевский Юрий Романович и мценский воевода Григорий Протасьев со своими дружинами устремились в погоню за отступающими татарами и отбили у них много пленников.
В 1430 году ордынский князь Айдар безуспешно осаждал Мценск, но был отбит воеводой Григорием Протасьевым, которого обманом взял в плен. Хан Улу-Мухаммед освободил воеводу.
Летом 1492 года русская рать под командованием воеводы Феодора Телепня Оболенского захватила Мценск: «город Мченеск взяша, и землю повоеваша, и воеводу их Бориса Семёнова сына Александрова изымаша и иных многых, и приведоша их на Москву». По договору от 7 февраля 1494 года Мценск возвращён Литве.
В 1500 году началась новая русско-литовская война и Мценск добровольно сдался русским войскам под командованием воеводы Якова Захарьича Кошкина-Захарьина. 25 марта 1503 года было подписано Благовещенское перемирие, по которому город остался за Русским государством.
Набеги крымских татар на Мценск продолжались вплоть до XVII века.
В 1555 году в указе о сборе войска для похода на Крымское ханство, в числе «сиверских» (северских) городов называются также Мценск, Одоев, Белёв и Новосиль.
В 1622 году окрестности Мценска разграблены крымскими татарами, но город не был взят.
В XVI—XVII веках Мценская крепость стала одной из крупнейших на юге Русского государства. Мценск являлся одним из немногих городов России, имевших четыре кольца обороны. Помимо собственно кремля на горе Самород, она имела Малый и Большой остроги, а также Плетёный город. Во второй половине XVII века Мценск в связи с продвижением границ на юг утратил военное значение. Его укрепления начали приходить в негодность, пока не сгорели в крупном пожаре 1757 года.
В 1708 году Мценск стал частью Киевской губернии, с 1719 года был приписан к Орловской провинции. В 1727 году провинция вошла в состав Белгородской губернии.
В 1778 году Мценск стал уездным городом Мценского уезда Орловского наместничества (с 1796 года — Орловской губернии). В 1780 году был утверждён генеральный план города.
С начала XIX века город стал быстро развиваться как торговый, имеющий речную пристань. В 1868 году через город прошла Московско-Курская железная дорога, что привело к упадку хлебной пристани.
В XIX веке в городе действовал подземный деревянный водопровод длиной около 1 км. В конце XIX века в городе насчитывалось 164 каменных и 1673 деревянных дома. Мценск славился ремёслами, особенно производством Мценского кружева.
14 октября 1919 года части Корниловского полка 1-го армейского корпуса Добровольческой армии совершили короткий набег на Мценск, быстро взяв город, но вскоре отошли, расстреляв красного коменданта, бывшего генерала Сапожникова. Мценск стал крайней точкой наступления Вооруженных сил юга России под командованием Деникина.
19 мая 1924 года после упразднения Мценского уезда Мценск был преобразован в посёлок городского типа, но 6 июля 1925 года Мценск был снова объявлен городом.
В 1928 году город стал центром Мценского района Орловского округа Центрально-Чернозёмной области (с 1937 года в составе Орловской области).
Немецкая 3-я танковая дивизия 2-й танковой армии прорвала оборону советских войск северо-западнее Мценска.
Во время Орловско—Курской битвы в 1943 году за город происходили ожесточённые бои. 20 июля 1943 года город Мценск был освобождён частями Брянского фронта.
1 февраля 1963 года Мценск был отнесён к категории городов областного подчинения.
С 1 января 2006 года город образует городской округ «Город Мценск».

### Исторические названия улиц
С приходом к власти большевиков, в Мценске была переименована большая часть дореволюционных названий улиц.
| Дореволюционные названия | Современные (советские) названия |
| ------------------------ | -------------------------------- |
| Ново-Московская улица    | Мира                             |
| Старо-Московская улица   | Ленина                           |
| Белёвская улица          | Советская (северная часть)       |
| Воскресенская улица      | Советская (южная часть)          |
| Шоссейная улица          | Тургенева                        |
| Ново-Никитская улица     | Карла Маркса                     |
| Старо-Никитская улица    | Пионерская                       |
| Троицкая улица           | Калинина                         |
| Фроловская улица         | Дзержинского                     |
| Черепичная улица         | Рылеева                          |
| Солдатская улица         | Красноармейская                  |

## Административное устройство

### Административное деление
Город разделён на 12 микрорайонов:
- 1-й
- 4-й
- «В»
- Болховской
- Заречный
- Коммаш
- Привокзальный
- Северный
- Спасский
- Текмаш
- Цветочный
- Центральный

### Мэры города
- 1992—1996 Кирин Анатолий Михайлович
- 1997—2002 Александров Валентин Митрофанович
- 2002—2007 Цуканов Александр Петрович
- 2007—2012 Фокин Анатолий Михайлович
- 2012—2016 Волков Сергей Станиславович
- 2016—2021 Беляев Андрей Николаевич
- 2021 — 29.01.2022 — Волков Сергей Станиславович
- 18.02.2022 — н.в. Николай Александрович Кочетаев

## Население
| 1856    | 1897    | 1913    | 1926    | 1931    | 1939    | 1959    | 1967    | 1970    | 1979    | 1989    |
| ------- | ------- | ------- | ------- | ------- | ------- | ------- | ------- | ------- | ------- | ------- |
| 12 300  | ↘9823   | ↗16 000 | ↘10 000 | ↘9700   | ↗11 480 | ↗14 266 | ↗22 000 | ↗27 833 | ↗41 790 | ↗48 400 |
| 1992    | 1996    | 1998    | 2000    | 2001    | 2002    | 2003    | 2005    | 2006    | 2007    | 2008    |
| ↗49 700 | ↗50 900 | ↘50 800 | ↘50 300 | ↘50 000 | ↘47 807 | ↘47 800 | ↘46 500 | ↘46 100 | ↘45 900 | ↘45 700 |
| 2009    | 2010    | 2011    | 2012    | 2013    | 2014    | 2015    | 2016    | 2017    | 2018    | 2019    |
| ↘45 264 | ↘43 222 | ↘43 200 | ↘41 884 | ↘40 704 | ↘39 783 | ↘39 181 | ↘38 725 | ↘38 350 | ↘37 725 | ↘37 136 |
| 2020    | 2021    | 2023    |         |         |         |         |         |         |         |         |
| ↘36 627 | ↗36 960 | ↘36 070 |         |         |         |         |         |         |         |         |

На 1 января 2025 года по численности населения город находился на 428-м месте из 1124 городов Российской Федерации.
Национальный состав
По итогам переписи населения 2020 года проживали следующие национальности (национальности менее 0,1 % и другое, см. в сноске к строке «Другие»):
| Национальность | Численность, чел. | Доля     |
| -------------- | ----------------- | -------- |
| Русские        | 29 972            | 81,09 %  |
| Украинцы       | 126               | 0,34 %   |
| Таджики        | 50                | 0,14 %   |
| Армяне         | 49                | 0,13 %   |
| Другие         | 6763              | 18,30 %  |
| Итого          | 36 960            | 100,00 % |

## Экономика
В городе работают заводы — ОАО «МЛЗ» («Мценский литейный завод»), ОАО «Межгосметиз-Мценск», АО «Завод специальной техники», «Мценскпрокат», коммунального машиностроения «Коммаш», Мценский спиртоводочный комбинат «Орловская крепость» (на месте бывшего биохимического), а также мясо-, хлебокомбинаты.
ОАО «Мценский литейный завод» зарегистрировано в 2000 году. Занимается производством чугунных отливок. По данным ИА «КредИнформ», основными акционерами являются офшорные компании. Так, Trigonia Anstalt (Лихтенштейн) принадлежат 33 %, Mapleto Investments Ltd (Кипр) — 27 %, Halden Management Ltd (Кипр) — 25 %. Ещё 15 % приходятся на других акционеров. Оборот предприятия в 2010 году составил 2,39 млрд рублей, чистая прибыль — 1,259 млн рублей.
1. ОО «Мценский завод по обработке цветных металлов» (ООО «МЗОЦМ») — Производитель цветного металлопроката полного цикла с самым широким сортаментом выпускаемой продукции РФ, лучшее в цветной металлургии России и входит в тройку лучших предприятий цветной металлургии Европы.
2. ЗАО «Мценскпрокат» — производство и обработка цветных металлов и сплавов: литейной производство полного цикла, прокат изделий из цветных металлов и сплавов на их основе.
3. ОАО «Мценский завод коммунального машиностроения (Коммаш)» производит машины и оборудование для коммунального и городского хозяйства и дорожно-эксплуатационных служб.
4. ООО «Мценский спиртоводочный завод „Орловская крепость“» — одно из крупнейших предприятий по производству водки и ликёроводочных изделий (Закрыт).
5. Мебельная фабрика ЗАО «Мценскмебель» — одно из крупнейших предприятий города по производству корпусной мебели (Закрыт).
6. ОАО «Межгосметиз-Мценск» — производитель высококачественных сварочных материалов.
7. АО «Завод специальной техники»  — одно из крупнейших предприятий в России по разработке, изготовлению и ремонту аэродромной техники, а также техники коммунального хозяйства и дорожных служб.

По состоянию на середину 2011 года, в товарной структуре экспорта превалируют металлы и изделия из них. Ведущую позицию внутри группы занимают алюминий и изделия из него. Вторая строчка принадлежит машиностроительной продукции. И практически весь стоимостный объём в данной группе приходится на коммунальную технику и запасные части к ней. Во внешней торговле преобладают партнёры из стран дальнего зарубежья. На долю государств СНГ приходится всего 8 %. К государствам-партнёрам на экспортном рынке относятся Украина (38 %), Япония и Германия (их доля — по 20 %), вслед за ними идут Монголия (12 %) и Чешская Республика (6 %).

### Магазины
Во Мценске действуют крупнейшие сети: продовольственных товаров (Магнит, Пятёрочка, Дикси, Fix Price,Home Market) сети салонов сотовой связи (Билайн, Связной, Евросеть, МТС, Мегафон, TELE2, Ростелеком), канцелярских товаров (Остров, Оптимист), Красное&Белое, Любава — фирменные магазины «Мценского мясоперерабатывающего завода» входящего в состав «Агросоюза Любава».

### Банки
В Мценске открыты территориальное управление Банка России, отделения «Сбербанка», «Россельхозбанка», «Банк Рублёв», «Ланта-Банка», «Совкомбанка».

## Транспорт

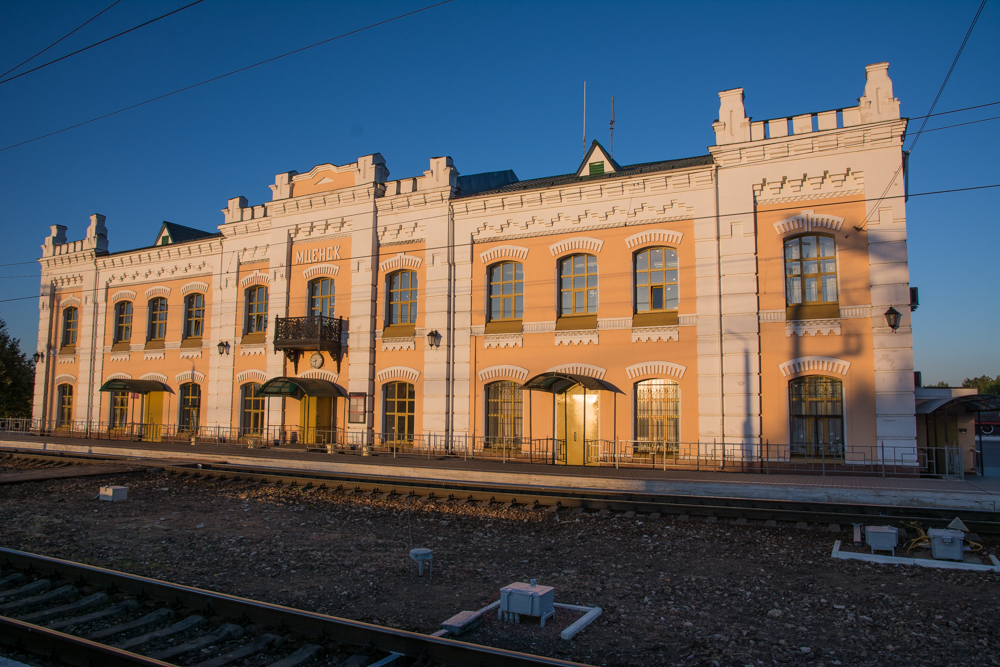
Вокзал во Мценске

Мценск — региональный транспортный узел.
Через город проходит важнейшая автомобильная магистраль федерального значения — М2E 105.
Во Мценске представлен один вид наземного городского общественного транспорта — автобус, охватывающий всю территорию города.
В городе есть такси.
Проходит железная дорога из Москвы в Орёл, Курск, Белгород. На станции останавливаются многие поезда, следующие по этому маршруту, а также поезд Санкт-Петербург — Орёл, позволяя добраться жителям города и района в Северную столицу.

### Терминалы междугородного транспорта
- Железнодорожная станция Мценск
- Автовокзал Мценск, а также по Федеральным трассам М2E 105.

| С-З | Калуга ~ 195 км. Болхов ~ 55 км. | Москва ~ 330 км. Тула ~ 144 км. | Рязань ~ 296 км.                                 | С-В |
| З   | Гомель ~ 448 км.                 | Роза ветров                     | Тамбов ~ 392 км. Липецк ~ 230 км. Елец ~ 175 км. | В   |
| Ю-З |                                  | Орёл ~ 60 км.                   | Воронеж ~ 313 км.                                | Ю-В |

## Социальная сфера

### Образование
Общее среднее:
На 1 сентября 2017 года в городе действует 7 общеобразовательных школ, лицей и гимназия.
Среднее профессиональное:
- Мценский филиал ОГУ имени И. С. Тургенева
- БОУ «Мценское медицинское училище»
- БОУ «Орловский техникум агробизнеса и сервиса»

### Здравоохранение
- БУЗ Орловской области «Мценская центральная районная больница»[50]
- Наркологический диспансер
- Мценская городская станция переливания крови

## Спорт
- Детско-юношеская спортивная школа города Мценска
- Специализированная детско-юношеская спортивная школа олимпийского резерва № 2
- Детско-юношеский центр
- Ледовый дворец
- Спортивный комплекс завода «Коммаш»

## Средства массовой информации

### Печатные издания
- «Мценский Край»
- «МценскИнформ»
- «Деловой Мценск»

### Телевидение
- «Мценская телерадиокомпания»
- «Первый областной»

## Связь и телекоммуникации

### Телевидение

#### Аналоговое
Кабельное телевидение представлено двумя операторами:
- ВЭЛ
- МЭТР

#### Цифровое

##### IPTV
Активно внедряется цифровое телевидение по технологии IPTV. Услуга цифрового ТВ предоставляется посредством волоконно-оптических линий операторами:
- Билайн (ПАО «Вымпел-Коммуникации»)
- ПАО «Ростелеком»
- NetByNet (ООО ИНЕТЭРА, NBN-holding)

##### Эфирное
На январь 2019 г. осуществляется вещание 1-го и 2-го мультиплексов каналов стандарта DVB-T2.

### Интернет
В последние годы динамичное развитие получили услуги предоставления широкополосного доступа к сети Интернет. Каждая фирма-оператор имеет свои технологию и тарифы предоставления доступа к Интернет.
Проводной интернет представлен тремя операторами: Билайн, Ростелеком и NetByNet. Все операторы имеют практически полное покрытие своей сети в многоэтажных домах.

### Радиостанции
| FM (МГц) | Название       |
| -------- | -------------- |
| 98,9     | Европа Плюс    |
| 100,7    | Радио Ваня     |
| 102,0    | Радио Открытие |
| 102,8    | Дорожное радио |
| 104,1    | Новое радио    |
| 105,7    | Sunset Radio   |

### Операторы мобильной связи
В настоящее время на территории города Мценска действуют все федеральные операторы мобильной связи:
- МТС
- Билайн
- МегаФон
- Tele2
- Yota
- Ростелеком

C начала 2017 года во Мценске эксплуатируются сети LTE.

## Достопримечательности
- Источник Иоанна Крестителя (у подножия Соборной горы у слияния Мцны и Зуши)
- Усадьба Шереметьевых
- Колодец Иоанна Кукши
- Шестаковский парк (12 км западнее Мценска, близ дороги к селу Тельчье)
- Висельная (Висельская) гора
- Мценск входит в туристический маршрут «Бирюзовое кольцо России»[51]
- Усадьба И. С. Тургенева Спасское-Лутовиново

## Культура и искусство

### Музеи
- Мценский городской краеведческий музей имени Г. Ф. Соловьёва — краеведческий музей был основан в 1919 году. Во время Великой Отечественной войны был разрушен. Расположен в здании пятиэтажного дома по улице Тургенева в историческом центре города.
- Музей мценского кружева — располагается в помещениях Детской художественной школы.

### Библиотеки
- Мценская Городская библиотека имени И. А. Новикова (открыта в 1967 году и является одной из первых библиотек открывшейся в городе)
- Библиотека имени И. С. Тургенева
- Центральная детская библиотека МБУ ЦБС

### Кинотеатры
- Кинотеатр «Победа» (ныне закрыт)
- Кинотеатр «Облака»

### Галереи
- Мценская художественная галерея

### Дворцы культуры
- МБУ «Мценский Дворец культуры» (ранее — Дворец культуры «Металлург»)

## Культовые сооружения

### Храмы

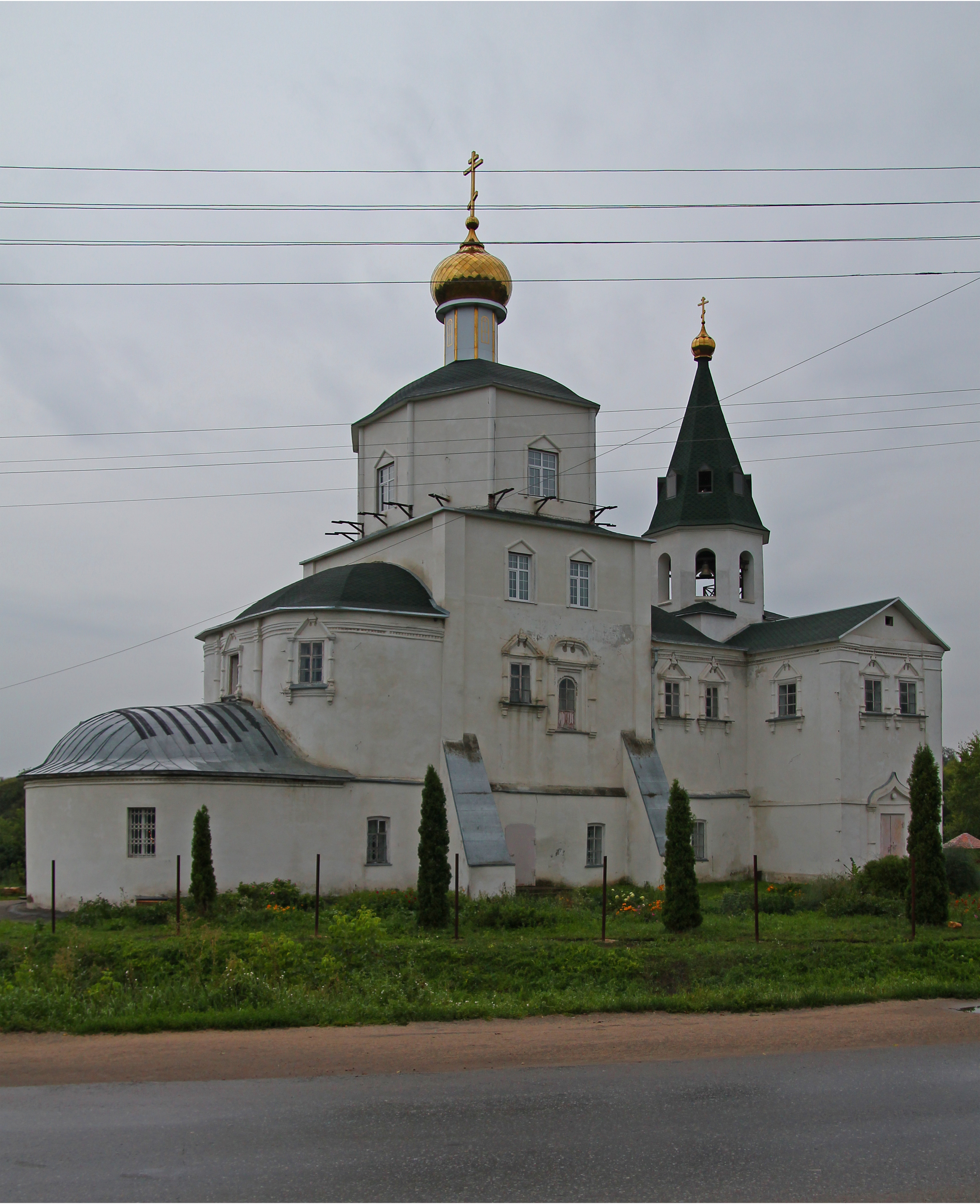
Храм Вознесения Господня

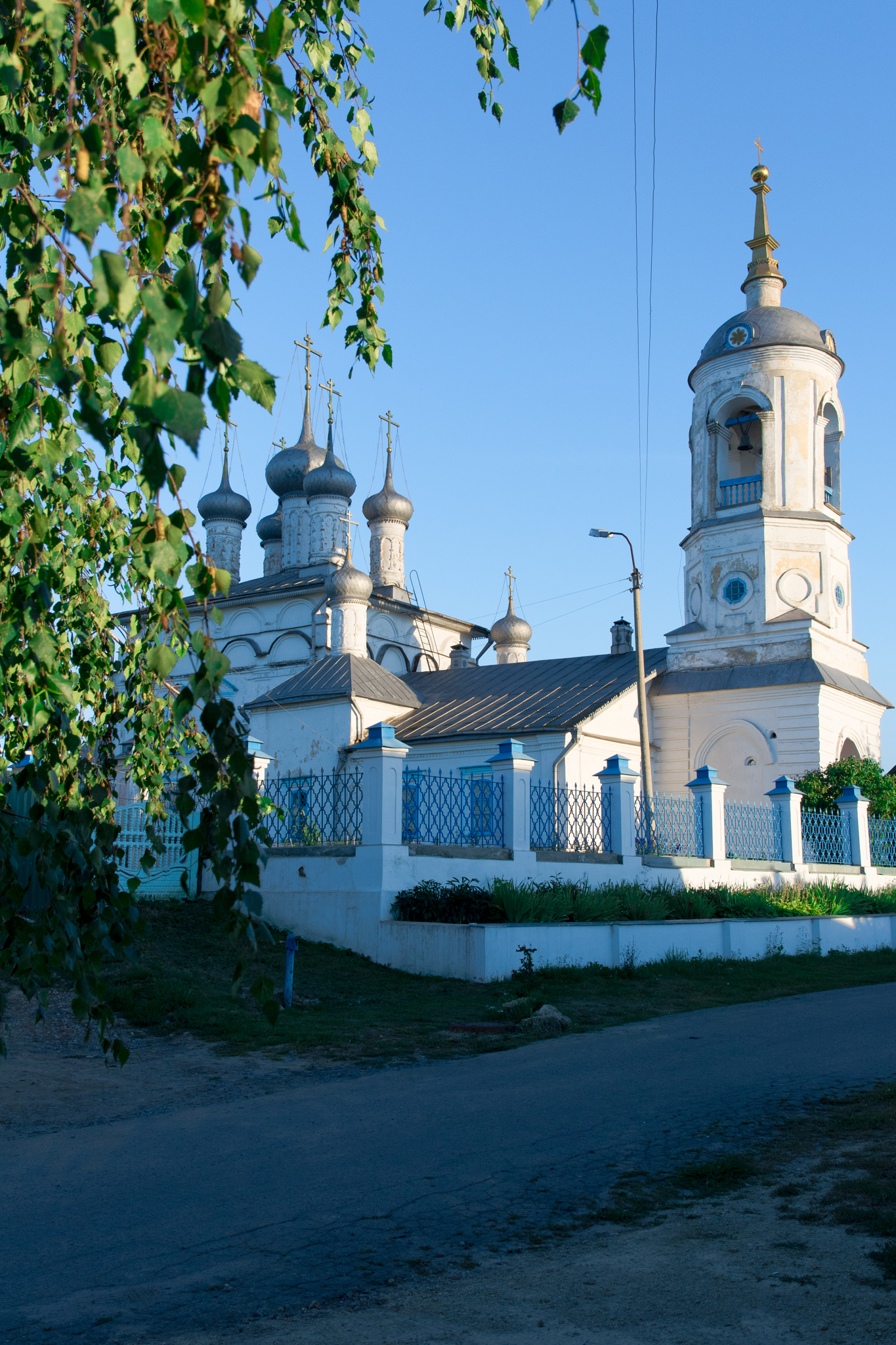
Храм апостолов Петра и Павла

- Храм Вознесения Господня (конец XVII века)
- Храм апостолов Петра и Павла (1670-е годы)
- Свято-Троицкий храм (1777)
- Крестовоздвиженский храм «Никитская церковь», Строительство храма началось в начале XIX века на средства купца Ивана Никитича Барыкова и было окончено 1818 году. Он имел три престола:

• главный холодный — Воздвижения Креста Господня

• в тёплой трапезной — во имя Св. жён Мироносиц (справа)

• Св. великомученика Никиты (слева)
- Церковь Георгия Победоносца, построенная в 1825 году.
- Часовня Николая Чудотворца, построенная в 1996 году из красного кирпича на месте взорванного в 1930-е годы кафедрального Николаевского собора

### Некрополи
- Болховское кладбище
- Кукшинское кладбище
- Харлампиевское кладбище

## Памятники
- Памятник, бюст (скульптура) Михаилу Ефремовичу Катукову
- Памятник Ивану Сергеевичу Тургеневу
- Памятник, бюст (скульптура) Афанасию Афанасьевичу Фету
- Памятник Владимиру Ильичу Ленину
- Монумент в честь 850-летия города Мценск
- Памятник, бюст (скульптура) Андрею Рева, установившему в городе власть Советов в 1920 году
- Стела на Орловской площади
- Памятник Древний Воин и Святой Кукша
- Памятник бронепоезд-паровоз
- Монумент павшим солдатам, Вечный огонь
- Памятники героям Советского Союза Великой Отечественной войны — уроженцам г. Мценска
- Памятник танк Т-34]
- Памятник гвардейцам-миномётчикам БМ-13 «Катюша»]
- Памятник воинам-интернационалистам, установлен по инициативе и средства Мценского завода по обработке цветных металлов

## Парки и скверы
- Городской парк культуры и отдыха — памятник природы и садового искусства. Открыт в 1934 году. В парке ежегодно проводятся мероприятия связанные с проводом зимы, 1 мая, 9 мая и конечно же самого любимого праздника амчан 20 июля.
- Парк Пионеров
- Мемориал Славы
- Сквер танкистов первогвардейцев
- Сквер Калинникова

## Международные отношения
Мценск является городом-побратимом
| Страна   | Город  | Год установления связи |
| -------- | ------ | ---------------------- |
| Болгария | Кубрат | 2013                   |

## Мценск в топонимике
- Мценская — улица в Москве
- Мценская — улица в Волгограде
- Мценская — улица в Донецке (Украина)
- Мценская — улица в Алчевске (Украина)
- Мценский — переулок в Орле

## Мценск в нумизматике
Городу посвящена биметаллическая монета номиналом 10 рублей из цикла Древние города России, выпущенная Банком России в 2005 году:

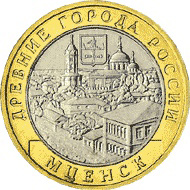
10 рублей

## Фотогалерея

### Мценск в начале XX века

Библиотека
Левобережняя часть города
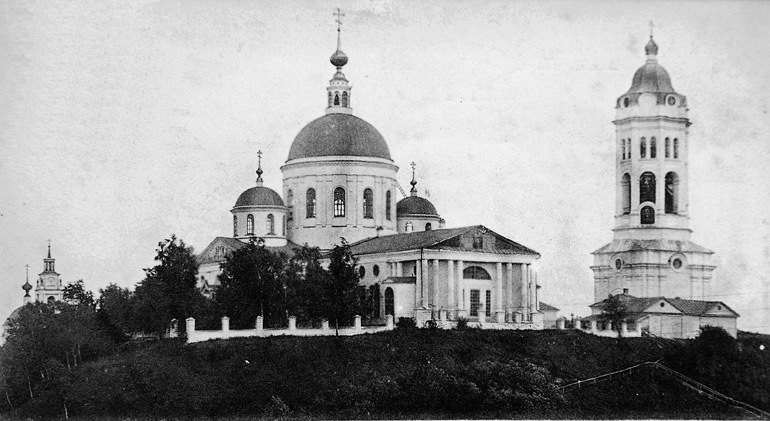
Никольский собор
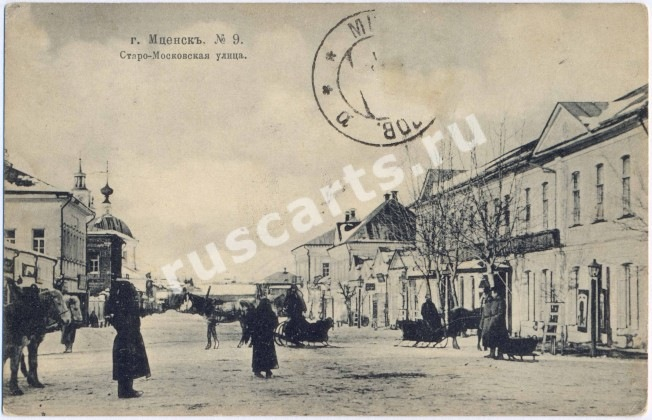
Старо-Московская улица
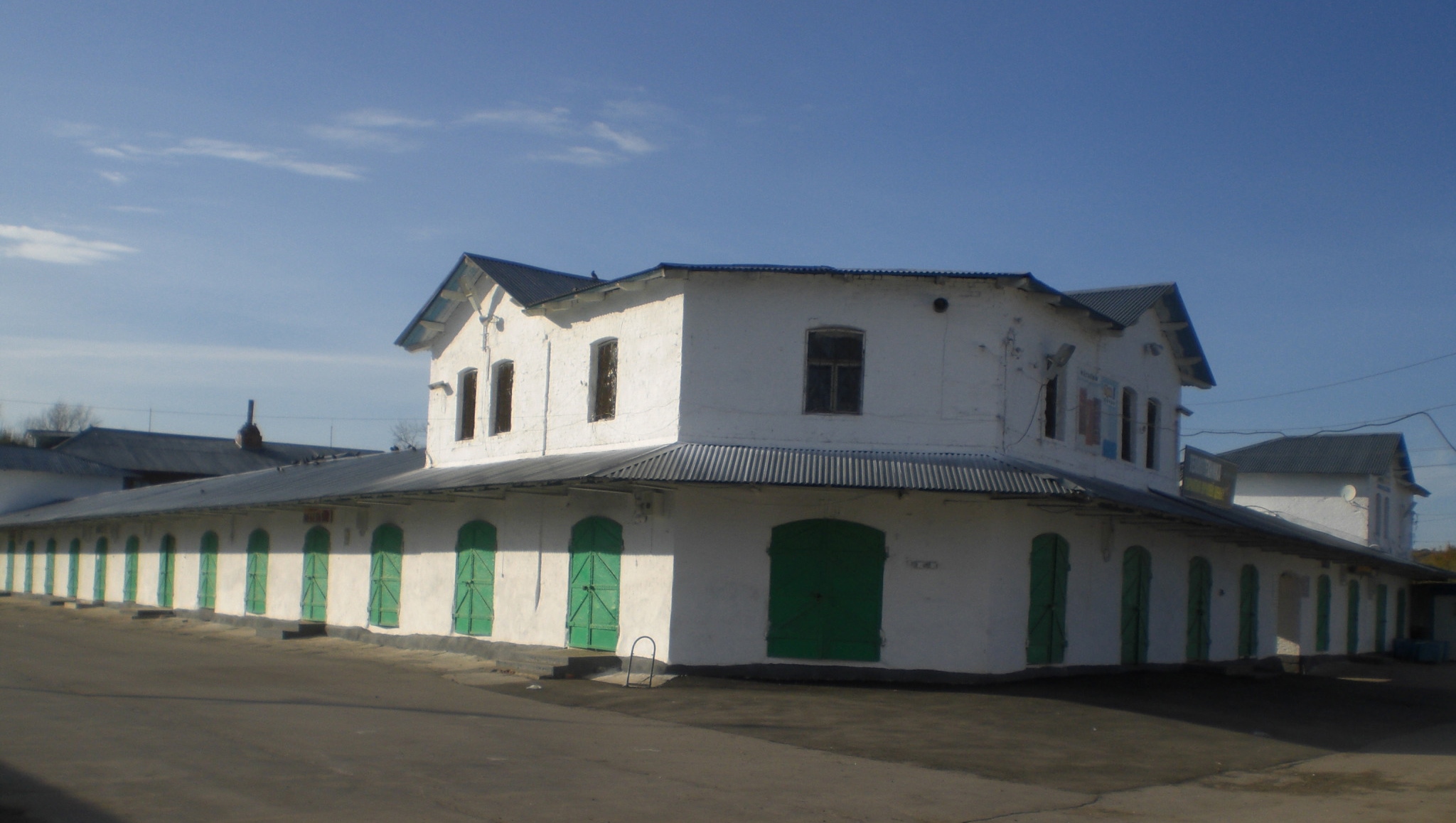
Торговые ряды

### Мценск сейчас

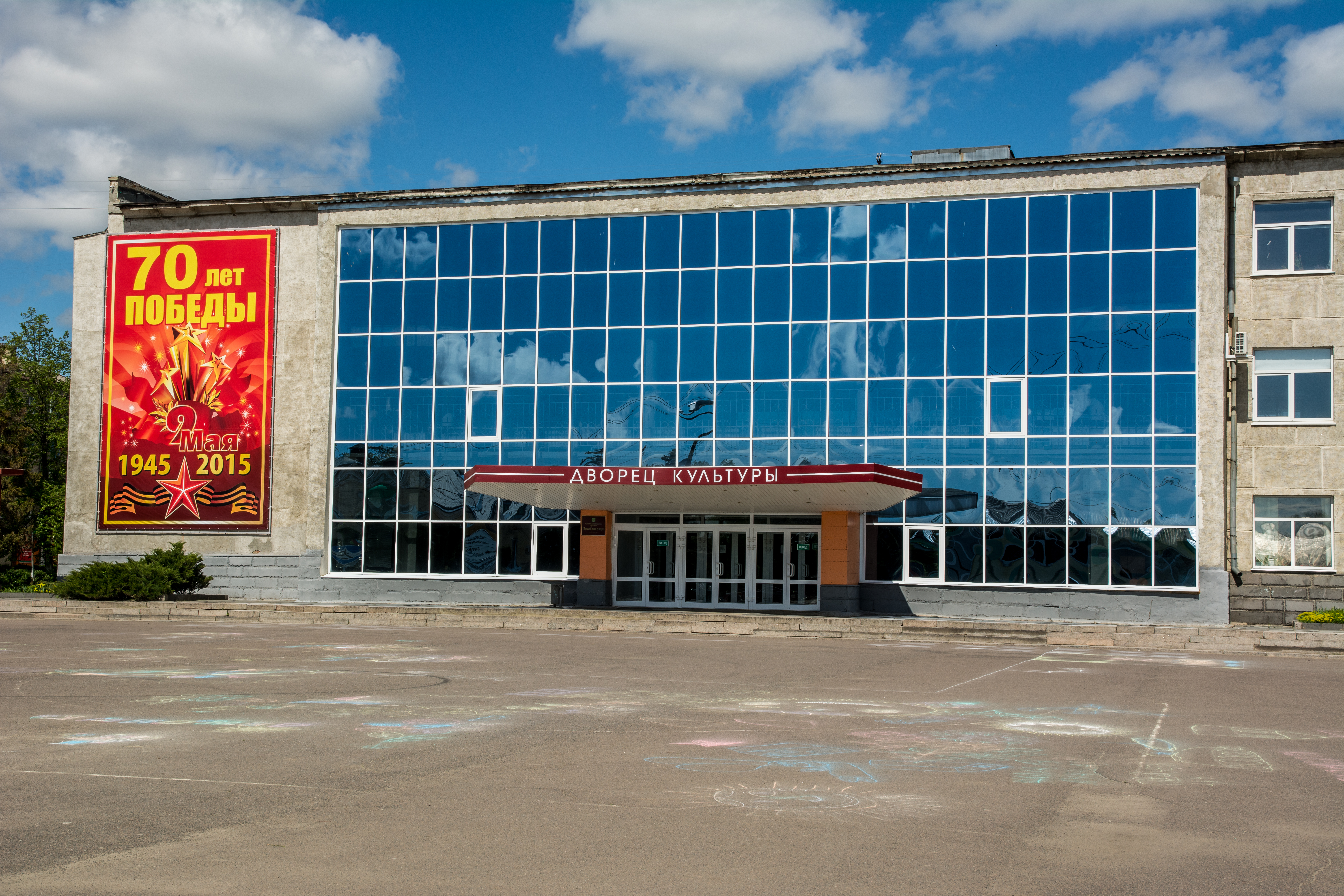
Мценский Дворец культуры
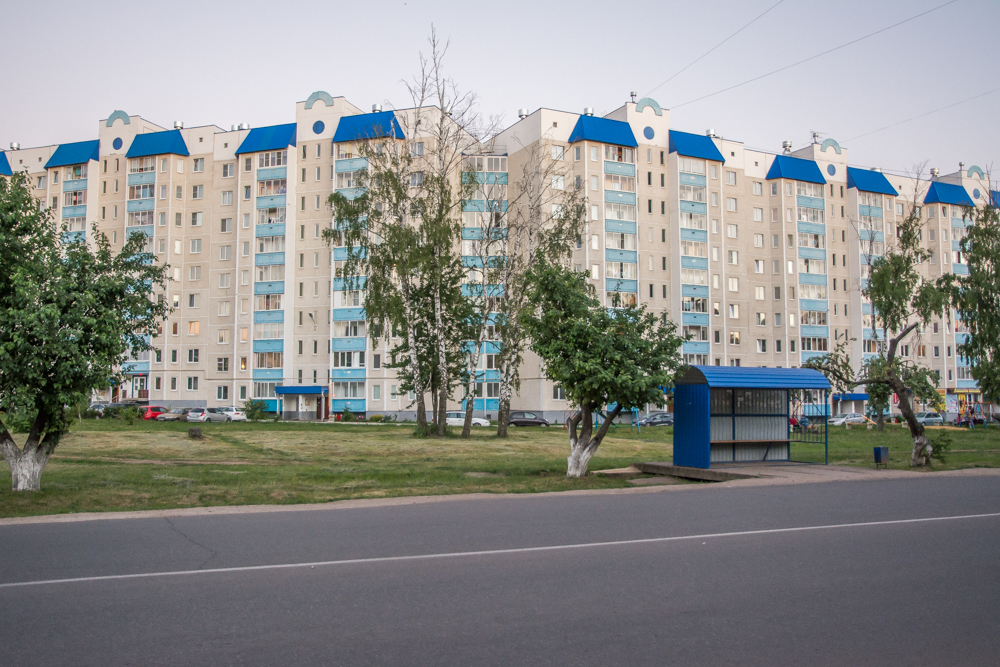
Новостройки в Микрорайоне «В»
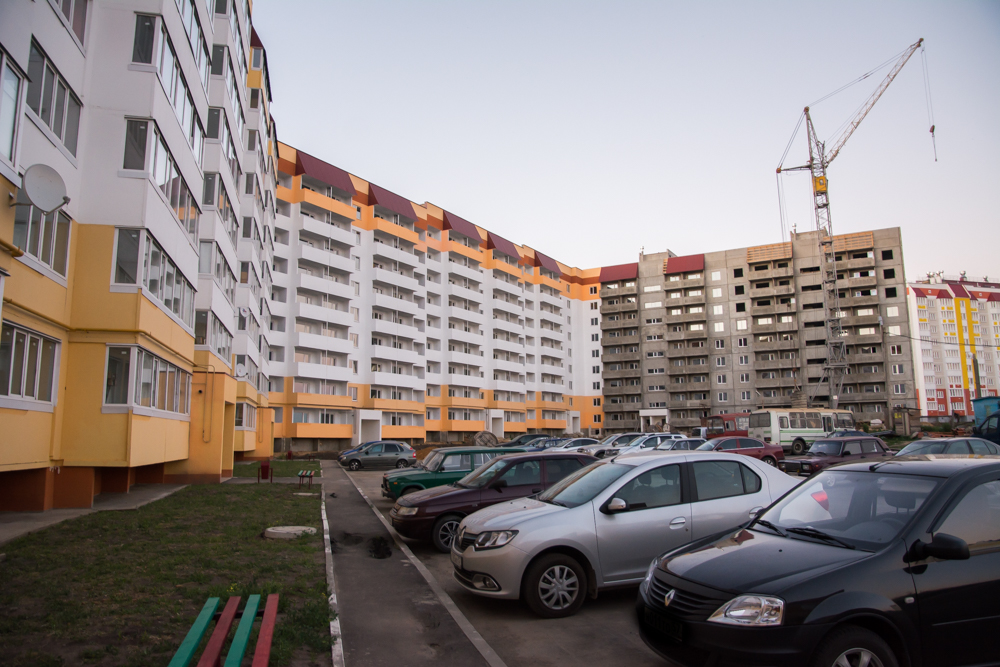
Строительство новых домов в микрорайоне «В»
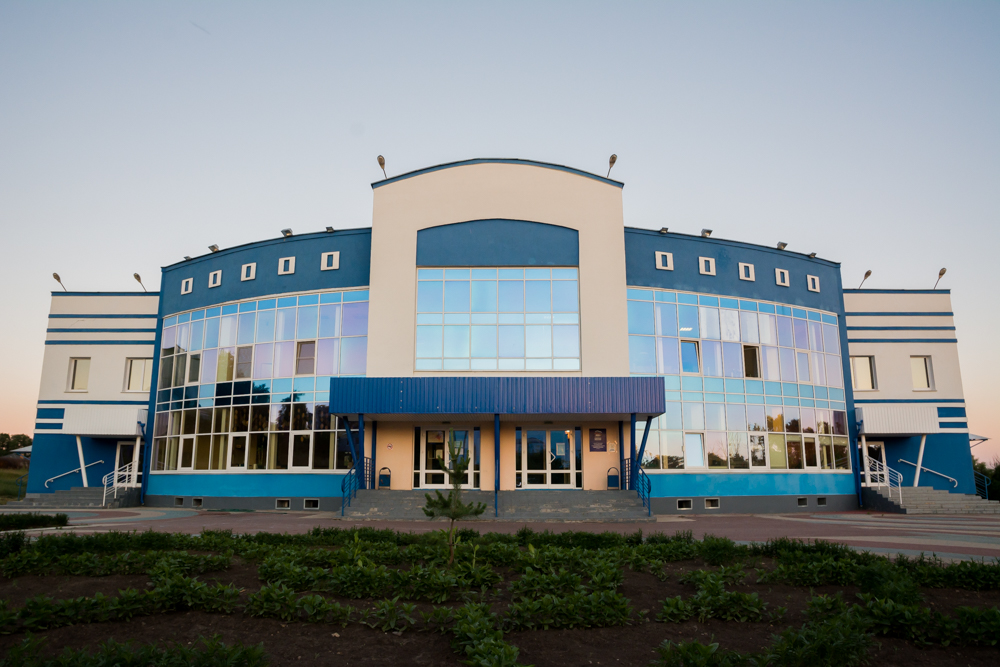
Ледовый Дворец
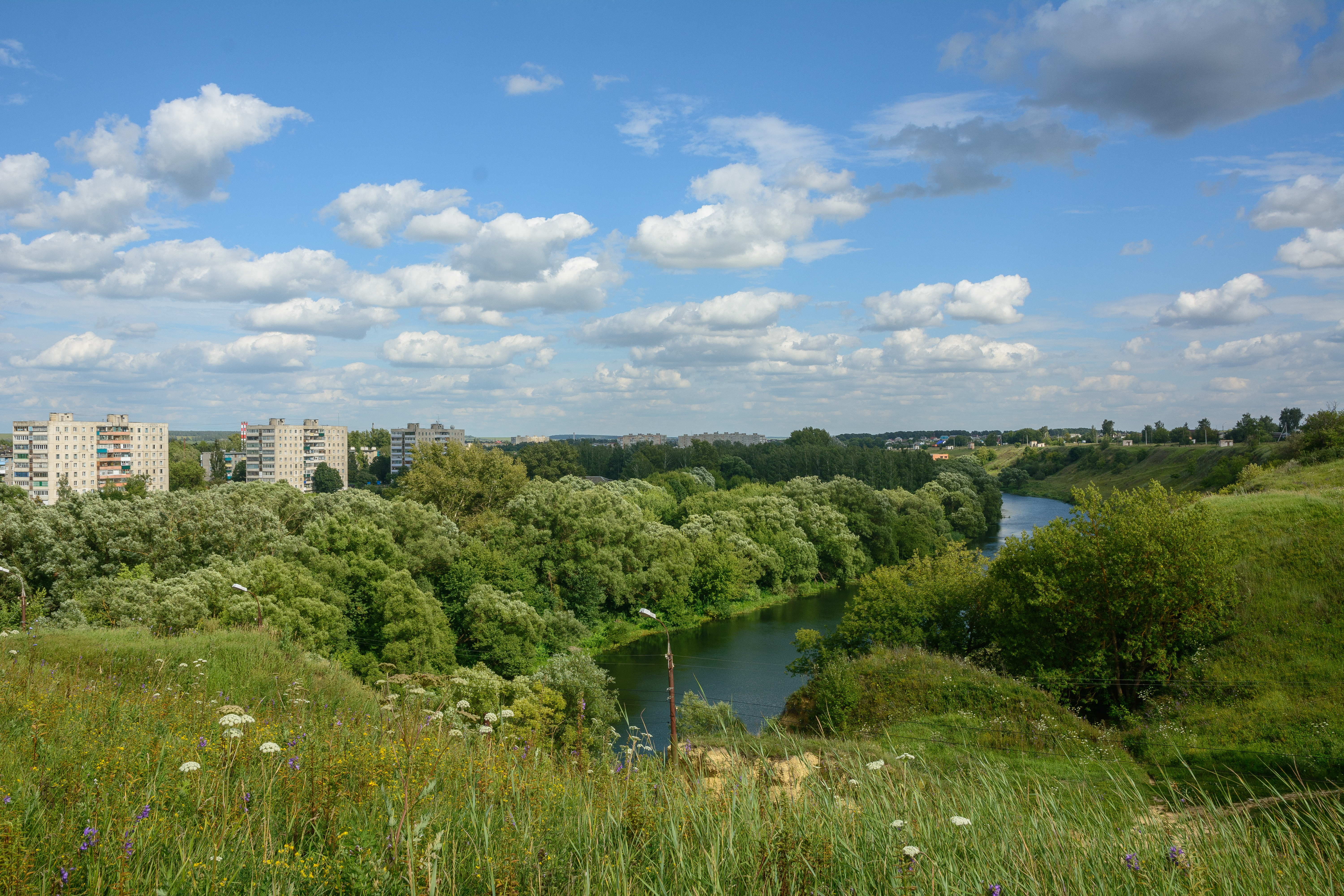
Вид со Стрелецкой улицы
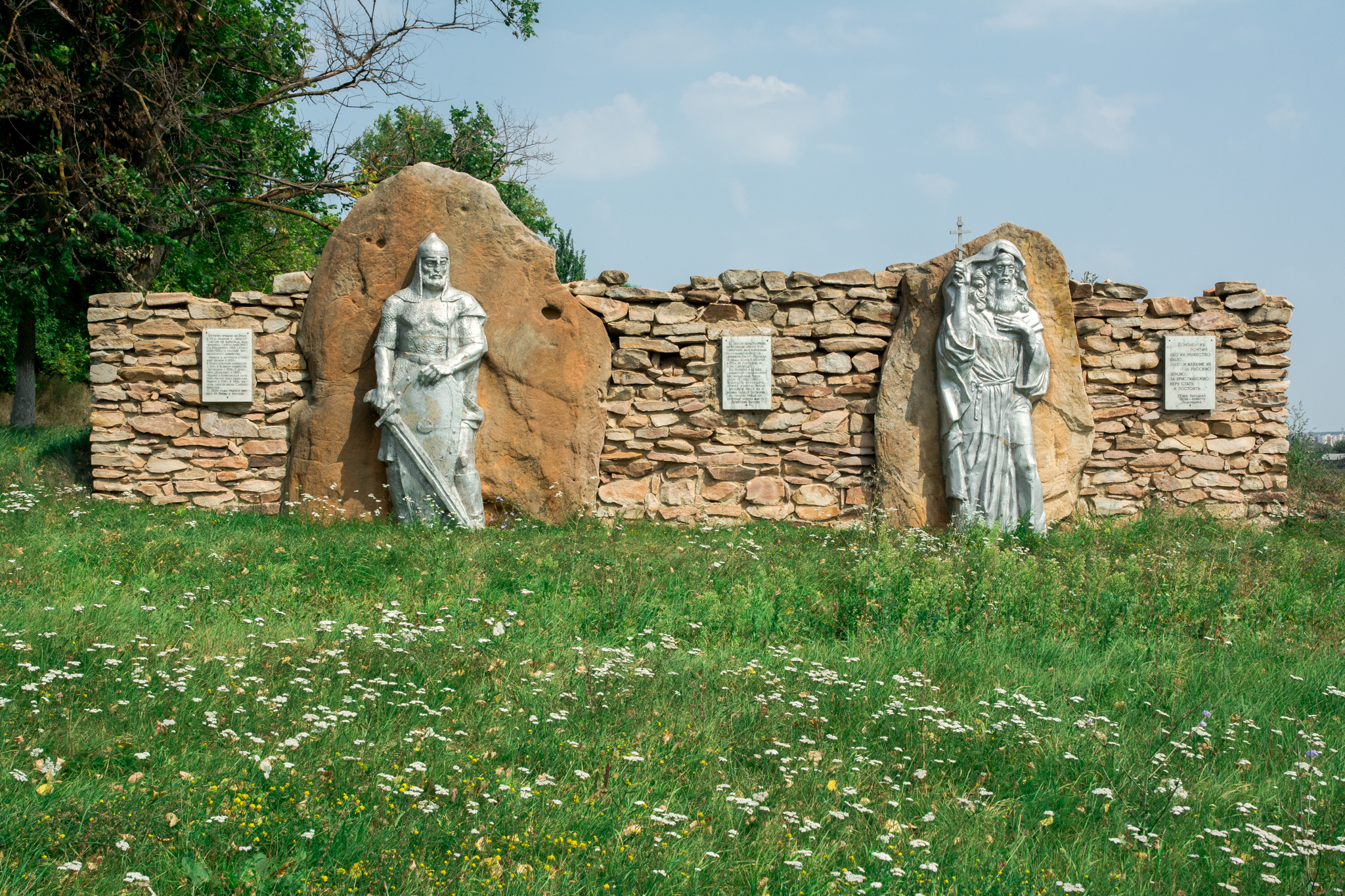
На въезде в город со стороны г. Орла
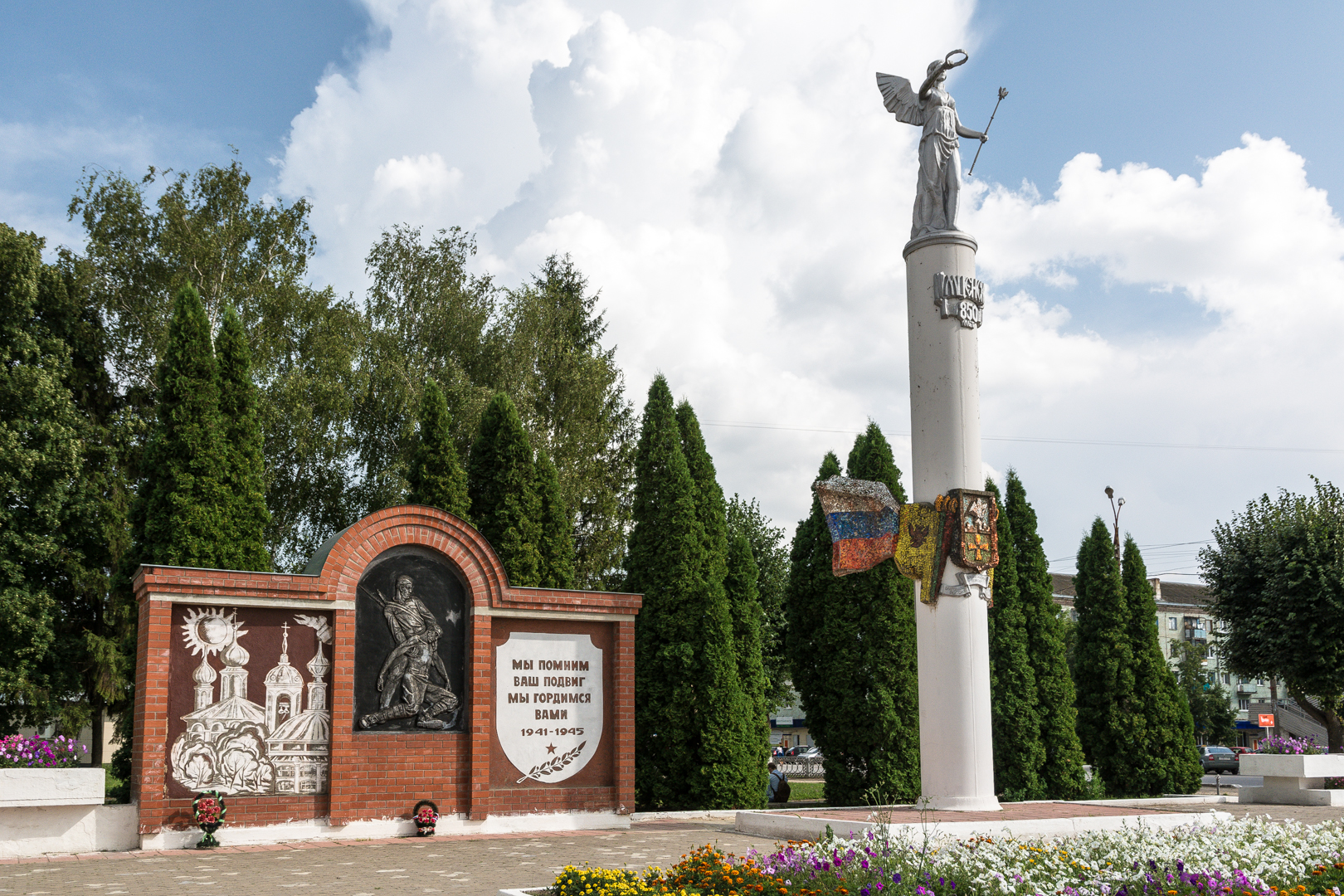
Площадь перед Дворцом культуры
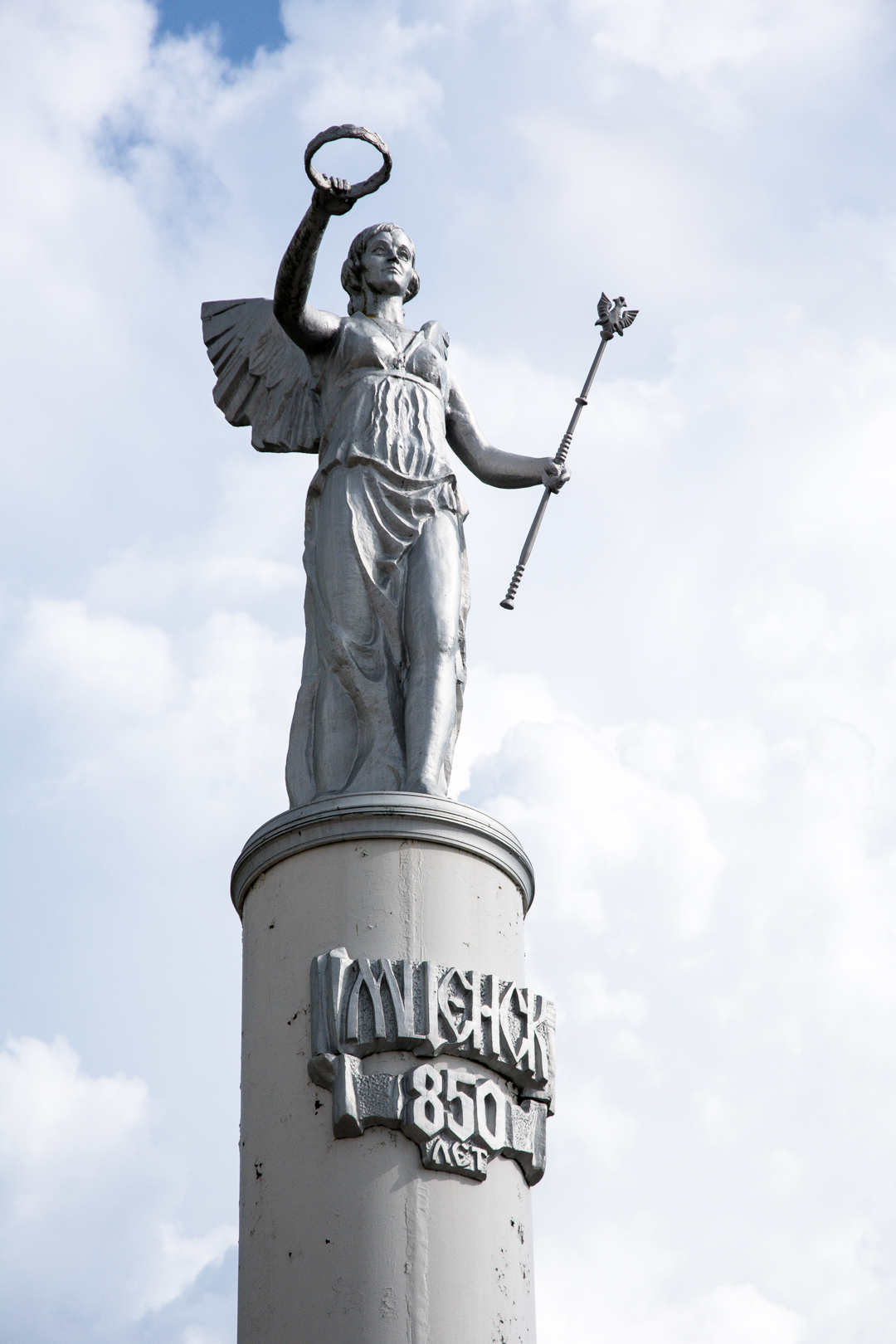
Монумент в честь 850-летия Мценска
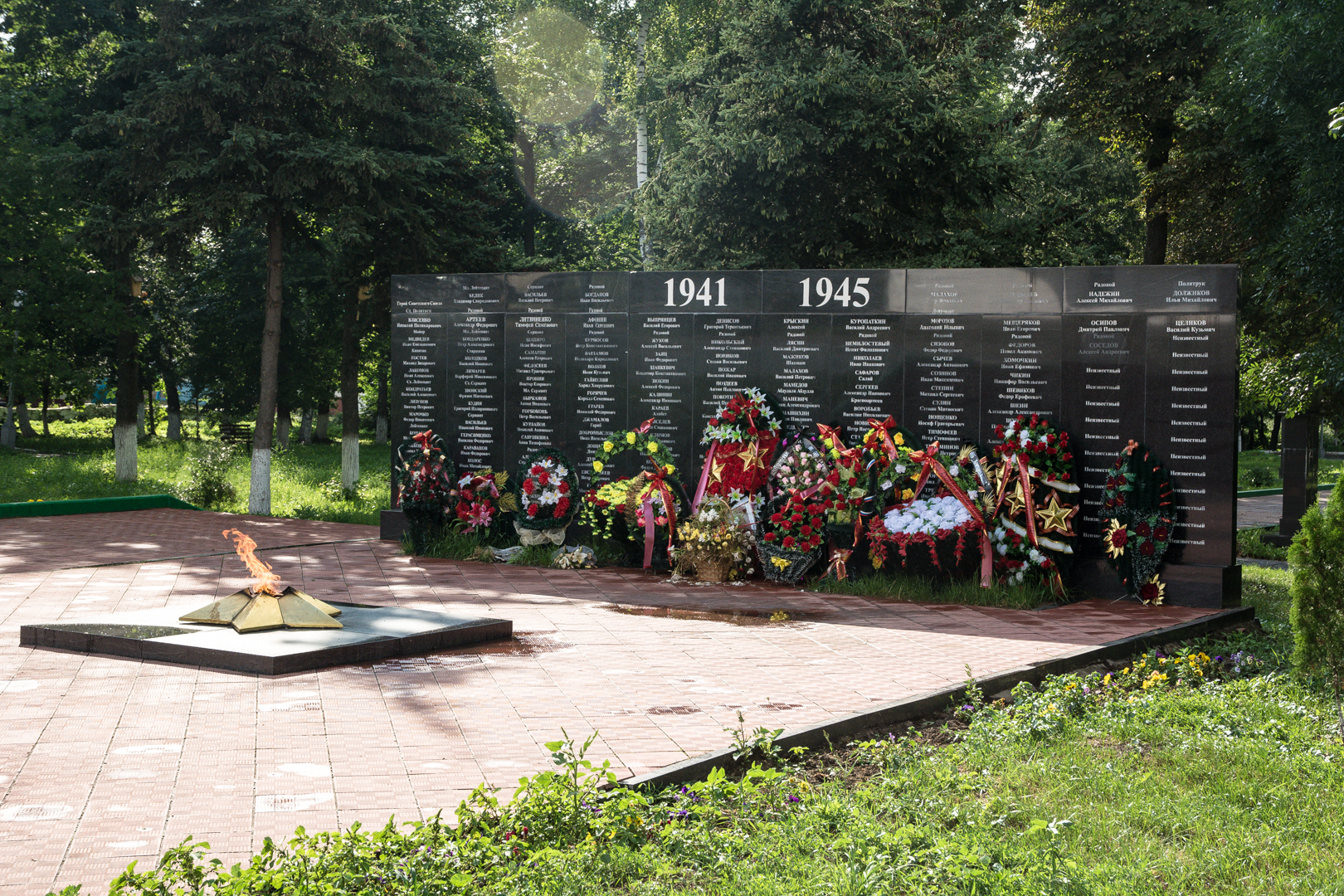
Мемориал Вечный огонь
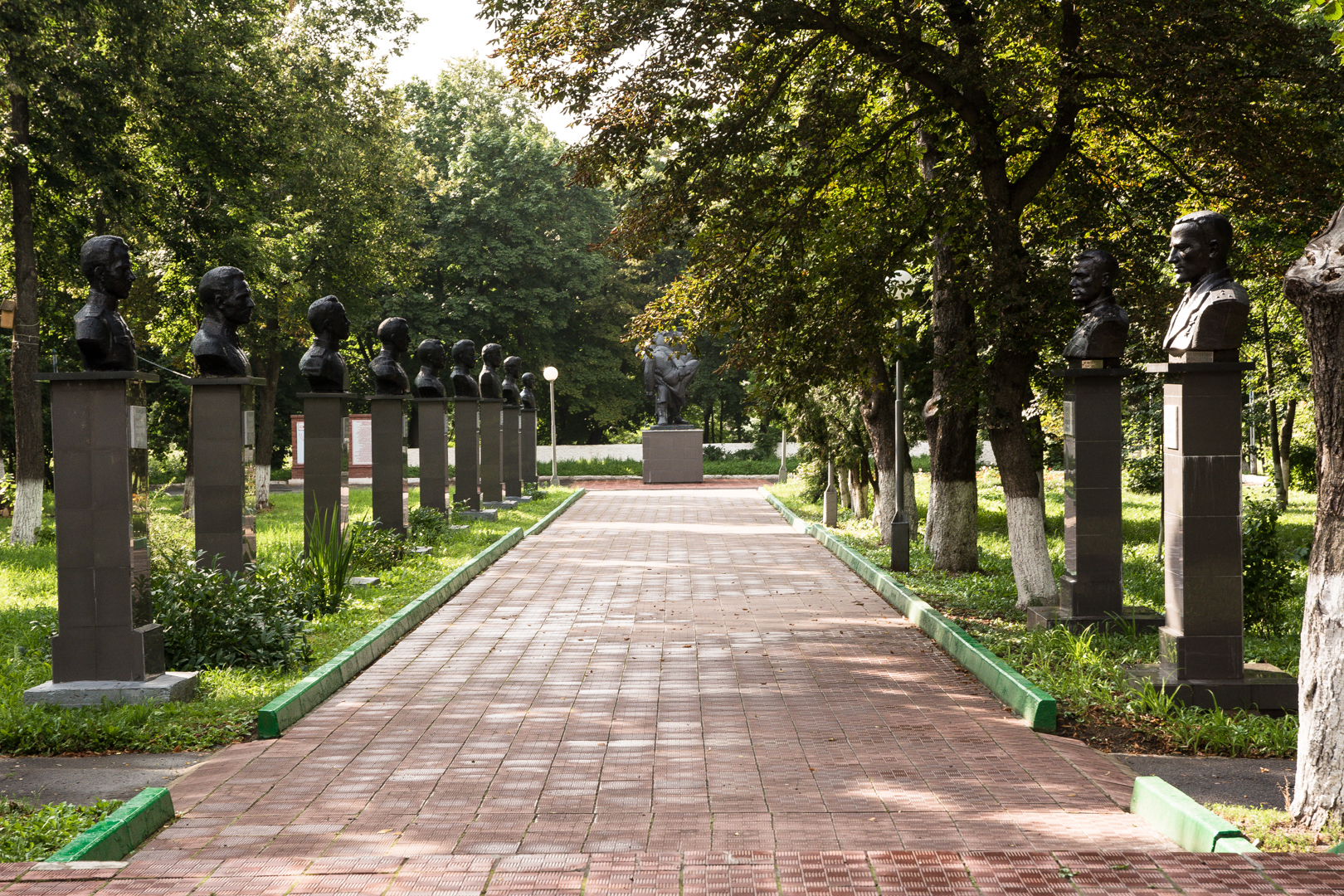
Аллея Героев